# رايموند هانسون
رايموند هانسون (12 أبريل 1951 - ) (بالإنجليزية: Raymond Hanson)‏ هو لاعب كريكت بريطاني.